# 桑德琳·波奈兒
桑德琳·波奈兒（1967年5月31日—）是法國著名電影演員，她曾以電影《無法無家》（Sans toit ni loi）獲得1986年法國凱撒獎最佳女主角獎。

## 生平
桑德琳·波奈兒出生在法國奧弗涅地區阿列省的加納（Gannat）。她生長於一個工人階層的家庭，在雙親11個孩子中排名第7位。桑德琳·波奈兒的演藝生涯始於於1983年，主演莫里斯·皮亞拉（Maurice Pialat）執導的電影《給我們的愛》（A nos amours），當時她年僅16歲。她在劇中扮演了一個居住在郊區的女孩，而她的性觀念隨著電影進展而開始覺醒。她也因此在1984年被授予凱撒獎最具潛力女演員獎。
她在國際上獲得突破是在1986年，當時她主演安妮·華達（Agnès Varda）執導的電影《無法無家》（Sans toit ni loi），並以此片拿下1986年法國凱撒獎最佳女主角獎。當時桑德琳·波奈兒在《無法無家》三十多天拍攝期間內不洗頭也不洗澡，成功表現出了一位在身體上和道義上都遭受失敗的流浪漢，因而第2次贏得凱撒獎的肯定。她在1987年與莫里斯·皮亞拉合作拍攝電影《惡魔的天空下》（Sous le soleil de Satan），該片也獲得坎城影展金棕櫚獎的殊榮。桑德琳·波奈兒在1989年與法國導演帕特里斯·勒孔特（Patrice Leconte）合作拍攝電影《易先生》（Monsieur Hire），隨後她進一步與導演雅克·多爾隆（Jacques Doillon）和克勞德·蘇提（Claude Sautet）合作。她在1995年與克勞德·夏布洛（Claude Chabrol）與伊莎貝·雨蓓合作，並與伊莎貝·雨蓓同時入圍凱撒獎最佳女主角獎，雖然最終並未得獎。桑德琳·波奈兒也以電影《儀式》在威尼斯影展獲得最佳女主角獎。桑德琳·波奈兒在2004年主演帕特里斯·勒孔特執導的另一部電影《親密陌生人》（Intimate Strangers），這一部藝術電影在美國獲得票房上的成功。她也在2007年執導紀錄片《她叫莎賓》（Elle s'appelle Sabine），劇情以桑德琳·波奈兒患有自閉症的妹妹莎賓·波奈兒（Sabine Bonnaire）為主角，並於2008年1月30日在法國商業放映，獲得許多正面評價。

## 個人生活
桑德琳·波奈兒與美國男演員威廉·赫特（William Hurt）育有一個女兒，她是在1991年阿爾貝·加繆同名小說《黑死病》（The Plague）的改編電影拍攝期間認識赫特的。他們後來也曾在電影《Secrets Shared with a Stranger》中一起演出（1994年）。她在卡布爾影展遇見從事演員與編劇工作的吉約姆·羅蘭（Guillaume Laurant），並於2003年3月嫁給他，目前與他育有第二個女兒。

## 電影作品
- 1983年：《給我們的愛》（A nos amours）
- 1986年：《無法無家》（Sans toit ni loi）
- 1989年：《易先生》（Monsieur Hire）
- 1995年：《儀式》（La Cérémonie）
- 1999年：《謊言的顏色》（Au cœur du mensonge）
- 2001年：《小姐》（Mademoiselle）
- 2001年：《這就是生活》（C'est la vie）
- 2002年：《雙面驚悚》（Femme fatale）
- 2004年：《燈塔情人》（L'Equipier）
- 2004年：《太私人的告白》（Confidences trop intimes）
- 2015年：《最後一堂課》（The Final Lesson）

## 榮獲獎項
- 法國凱撒獎最佳女主角獎
- 威尼斯影展最佳女主角獎

## 外部連結
- 桑德琳·波奈兒在互联网电影资料库（IMDb）上的資料（英文）
- 桑德琳·波奈兒在豆瓣上的资料（简体中文）
- Sandrine Bonnaire's Cinématon – A 4 minutes online portrait by Gérard Courant （页面存档备份，存于）
- 在AllMovie上桑德琳·波奈兒的頁面（英文）
- Sandrine Bonnaire （页面存档备份，存于） at Film Reference
- Sandrine Bonnaire （页面存档备份，存于） at Allocine